# النادي الأرثوذكسي (الأردن)
نادي الأرثوذكسي الأردني هو نادي متعدد الرياضات مقره في عمان. يشتهر بشكل أساسي برياضة كرة السلة. تأسس الفريق عام 1952 للمنافسة في الدوري الأردني الممتاز لكرة السلة.
يعتبر النادي الأرثوذكسي من أعرق الأندية بالأردن ورافد أساسي للمنتخبات الوطنية لكلا الجنسين. نادي الأرثوذكسي مقره في عمان الغربية وبالتحديد مدينة عبدون، الأرثوذكسي حقق انجازات كبيرة في لعبة كرة السلة بالأضافة إلى ان تاريخ ممارسة لعبة كرة السلة في النادي الأرثوذكسي إلى عام 1952 منذ تأسيس النادي ،واقتصر ممارسة النشاط على الأعضاء وضيوفهم إلى أن تم تشكيل لجنة مشرفة على اللعبة عام 1952 وبقيت النشاطات محدودة في تلك الفترة حتى تم تشكيل أول اتحاد أردني لكرة السلة عام 1957 ليبدأ النادي الأرثوذكسي مسيرته السلوية بالانتساب للاتحاد والمشاركة في البطولات التي ينظمها، وقد حظى النادي بأول بطولة على مستوى المملكة عام 1959.

## الألقاب والإنجازات
الدوري الأردني الممتاز لكرة السلة
- البطل (25):[2] 1959، 1973، 1976، 1977، 1978، 1981، 1982، 1983، 1984، 1985، 1986، 1987، 1988، 1989، 1991، 1995، 1996، 1998، 1999، 2000، 2001، 2002، 2003، 2011-12،[3] 2014-15.[4]
- الوصيف (): 2006-07،[5] 2007-08،[6] 2014-15،[4] 2016-17،[7] 2019-20،[8]
- المركز الثالث (): 2004-05،[9] 2009-10،[10] 2010-11،[11] 2011-12،[3] 2015-16،[12]
- المركز الرابع (): 2005-06،[13] 2020-21،[14]

كأس الأردن لكرة السلة
- البطل (7): 1982، 1987، 2000، 2001، 2007-08،[2] 2015-16،[15] 2022.[16]

كأس السوبر الأردنية
- البطل (1): 2002.[2]

دوري غرب آسيا لكرة السلة
- البطل (1): 1999.[17]
- الوصيف (2 ): 2001، 2002.[17]
- المركز الثالث (2): 2009، 2016.[17]
- المركز الرابع (2): 2000، 2004.[17]

## أنجازات النادي الخارجية
- المركز الأول في بطولة الانترانيك الدولية 1991.[18]
- المركز الأول في بطولة الدستور الدولية 1992.[18]
- المركز الأول في بطولة الحكمة الدولية 1993.[18]
- المركز الثاني في بطولة الأندية العربية في بغداد عام 1978.
- المركز الرابع في بطولة الأندية العربية عام 1990 و 2008 في الأردن.
- حصوله على المركز الأول في تصفيات اندية غرب آسيا عام 1999.
- حصوله على المركز الثاني في بطولة غرب آسيا في دمشق عام 2001 و 2002.
- حصوله على المركز الأول في بطولة الأندية الأرثوذكسية في رام الله في عام 1999.وفي عام 2001 حصل على المركز الأول لبطولة الأندبة الأرثوذكسية في عمان.

## اللاعبين
- إبراهيم أبو خضرة
- محمود عابدين
- عمر دكيدك
- فؤاد نصار
- إبراهيم بسام
- مالك كنعان
- هاني فرج
- نضال شاهين
- محمد شاهر
- خلدون أبو رقية
- شادي فليفل
- شاكر العكش
- عنان المومني
- منير دعيس
- المدرب جان ساحلية

## الأنشطة الرياضية الأخرى
بالأضافة إلى كرة السلة، هناك رياضات أخرى في النادي ككرة الطاولة، التنس الأرضي، السكواش، كرة القدم النسويّة، السباحة، التايكواندو.